# César 1997
Die 22. Verleihung der Césars fand am 8. Februar 1997 im Théâtre des Champs-Élysées in Paris statt. Präsidentin der Verleihung war die Schauspielerin Annie Girardot, die ein Jahr zuvor den César als beste Nebendarstellerin erhalten hatte. Ausgestrahlt wurde die Verleihung, die von Antoine de Caunes moderiert wurde, vom französischen Fernsehsender Canal+.
Mit insgesamt zwölf Nominierungen in elf verschiedenen Kategorien konnte sich Patrice Lecontes Historienfilm Ridicule – Von der Lächerlichkeit des Scheins im Rennen um die Césars große Hoffnungen auf mehrere Auszeichnungen machen. Mit vier Trophäen, unter anderem als bester Film, wurde Lecontes satirisches Porträt des dekadenten Hoflebens im vorrevolutionären Frankreich schließlich prämiert. Ebensoviele Preise konnte auch der sechsfach nominierte Dokumentarfilm Mikrokosmos – Das Volk der Gräser in den Sparten Filmmusik, Kamera, Ton und Schnitt gewinnen. In der Kategorie Beste Regie gab es erstmals zwei Gewinner: Patrice Leconte für Ridicule – Von der Lächerlichkeit des Scheins sowie Bertrand Tavernier für seinen im Ersten Weltkrieg spielenden Film Hauptmann Conan und die Wölfe des Krieges, der insgesamt neun Nominierungen im Vorfeld erhalten hatte und auch in der Kategorie Bester Hauptdarsteller (Philippe Torreton) siegreich hervorging. Fanny Ardant, die in Lecontes Film eine der Hauptrollen spielte, wurde am Ende für ihre Rolle in Gabriel Aghions Filmkomödie Auch Männer mögen’s heiß! als beste Hauptdarstellerin ausgezeichnet und setzte sich dabei unter anderem gegen Catherine Deneuve in André Téchinés fünffach nominiertem Filmdrama Diebe der Nacht durch. Als die besten Nebendarsteller wurden Jean-Pierre Darroussin und Catherine Frot für ihre Leistungen in Cédric Klapischs Filmkomödie Typisch Familie! ausgezeichnet, die als Adaption eines Bühnenstücks bei insgesamt sechs Nominierungen auch den Preis für das beste Drehbuch erhielt. Den César in der Kategorie Bester ausländischer Film sicherte sich Lars von Trier mit seinem Film Breaking the Waves vor Ethan und Joel Coen (Fargo) und den belgischen Dardenne-Brüdern (Das Versprechen). Die Ehrenpreise gingen in diesem Jahr an den Sänger und Schauspieler Charles Aznavour und an die US-Schauspielerin Andie MacDowell.

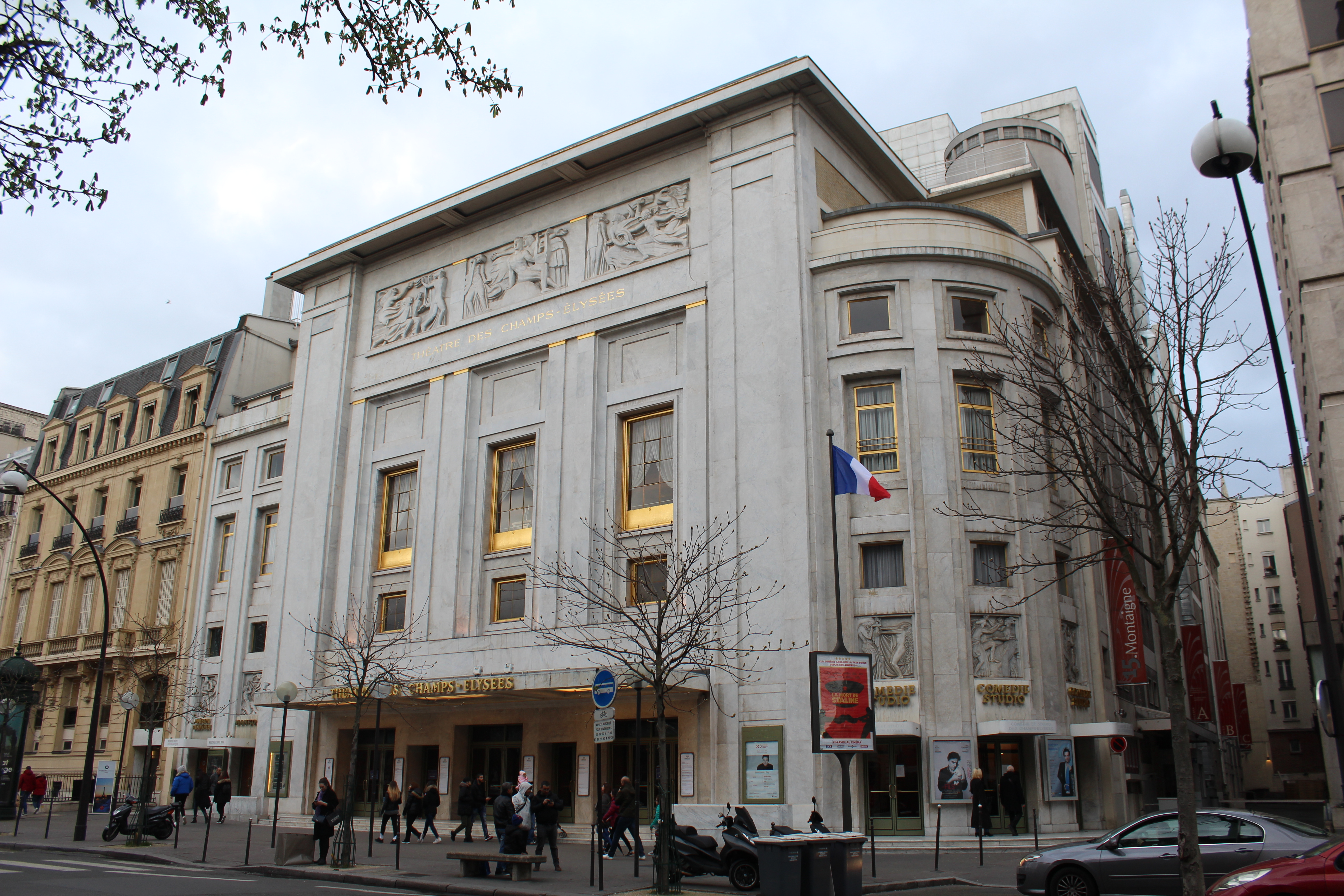
Das Théâtre des Champs-Élysées, der Veranstaltungsort der Verleihung

## Gewinner und Nominierungen
| Statistik (Filme mit mehr als einer Nominierung) N=Nominierung; A=Auszeichnung |    |   |
| Film                                                                           | N  | A |
| Ridicule – Von der Lächerlichkeit des Scheins                                  | 12 | 4 |
| Hauptmann Conan und die Wölfe des Krieges                                      | 9  | 2 |
| Mikrokosmos – Das Volk der Gräser                                              | 6  | 4 |
| Typisch Familie!                                                               | 6  | 3 |
| Auch Männer mögen’s heiß!                                                      | 6  | 1 |
| Das Leben: Eine Lüge                                                           | 6  | 0 |
| Diebe der Nacht                                                                | 5  | 1 |
| Ich und meine Liebe                                                            | 3  | 1 |
| Beaumarchais – Der Unverschämte                                                | 3  | 0 |
| Launen eines Flusses                                                           | 2  | 0 |
| Lügen der Liebe                                                                | 2  | 0 |
| Mein Mann – Für deine Liebe mach’ ich alles                                    | 2  | 0 |

### Bester Film (Meilleur film)
Ridicule – Von der Lächerlichkeit des Scheins (Ridicule) – Regie: Patrice Leconte
- Hauptmann Conan und die Wölfe des Krieges (Capitaine Conan) – Regie: Bertrand Tavernier
- Mikrokosmos – Das Volk der Gräser (Microcosmos, le peuple de l’herbe) – Regie: Claude Nuridsany und Marie Pérennou
- Auch Männer mögen’s heiß! (Pédale douce) – Regie: Gabriel Aghion
- Typisch Familie! (Un air de famille) – Regie: Cédric Klapisch
- Diebe der Nacht (Les voleurs) – Regie: André Téchiné

### Beste Regie (Meilleur réalisateur)
Patrice Leconte – Ridicule – Von der Lächerlichkeit des Scheins (Ridicule)

Bertrand Tavernier – Hauptmann Conan und die Wölfe des Krieges (Capitaine Conan)
- Jacques Audiard – Das Leben: Eine Lüge (Un héros très discret)
- Cédric Klapisch – Typisch Familie! (Un air de famille)
- André Téchiné – Diebe der Nacht (Les voleurs)

### Bester Hauptdarsteller (Meilleur acteur)
Philippe Torreton – Hauptmann Conan und die Wölfe des Krieges (Capitaine Conan)
- Daniel Auteuil – Am achten Tag (Le huitième jour)
- Charles Berling – Ridicule – Von der Lächerlichkeit des Scheins (Ridicule)
- Fabrice Luchini – Beaumarchais – Der Unverschämte (Beaumarchais, l’insolent)
- Patrick Timsit – Auch Männer mögen’s heiß! (Pédale douce)

### Beste Hauptdarstellerin (Meilleure actrice)
Fanny Ardant – Auch Männer mögen’s heiß! (Pédale douce)
- Catherine Deneuve – Diebe der Nacht (Les voleurs)
- Charlotte Gainsbourg – Love etc.
- Anouk Grinberg – Mein Mann – Für deine Liebe mach’ ich alles (Mon homme)
- Marie Trintignant – Der Schrei der Seide (Le cri de la soie)

### Bester Nebendarsteller (Meilleur acteur dans un second rôle)
Jean-Pierre Darroussin – Typisch Familie! (Un air de famille)
- Albert Dupontel – Das Leben: Eine Lüge (Un héros très discret)
- Jacques Gamblin – Auch Männer mögen’s heiß! (Pédale douce)
- Bernard Giraudeau – Ridicule – Von der Lächerlichkeit des Scheins (Ridicule)
- Jean Rochefort – Ridicule – Von der Lächerlichkeit des Scheins (Ridicule)

### Beste Nebendarstellerin (Meilleure actrice dans un second rôle)
Catherine Frot – Typisch Familie! (Un air de famille)
- Valeria Bruni Tedeschi – Mein Mann – Für deine Liebe mach’ ich alles (Mon homme)
- Agnès Jaoui – Typisch Familie! (Un air de famille)
- Sandrine Kiberlain – Das Leben: Eine Lüge (Un héros très discret)
- Michèle Laroque – Auch Männer mögen’s heiß! (Pédale douce)

### Bester Nachwuchsdarsteller (Meilleur jeune espoir masculin)
Mathieu Amalric – Ich und meine Liebe (Comment je me suis disputé … (ma vie sexuelle))
- Samuel Le Bihan – Hauptmann Conan und die Wölfe des Krieges (Capitaine Conan)
- Benoît Magimel – Diebe der Nacht (Les voleurs)
- Bruno Putzulu – Les aveux de l’innocent
- Philippe Torreton – Hauptmann Conan und die Wölfe des Krieges (Capitaine Conan)

### Beste Nachwuchsdarstellerin (Meilleur jeune espoir féminin)
Laurence Côte – Diebe der Nacht (Les voleurs)
- Jeanne Balibar – Ich und meine Liebe (Comment je me suis disputé … (ma vie sexuelle))
- Monica Bellucci – Lügen der Liebe (L’appartement)
- Garance Clavel – … und jeder sucht sein Kätzchen (Chacun cherche son chat)
- Emmanuelle Devos – Ich und meine Liebe (Comment je me suis disputé … (ma vie sexuelle))

### Bestes Erstlingswerk (Meilleur premier film)
Gibt es zu Weihnachten Schnee? (Y aura-t-il de la neige à Noël?) – Regie: Sandrine Veysset
- Bernie – Regie: Albert Dupontel
- Encore – Immer wieder die Frauen … (Encore) – Regie: Pascal Bonitzer
- Lügen der Liebe (L’appartement) – Regie: Gilles Mimouni
- Mikrokosmos – Das Volk der Gräser (Microcosmos, le peuple de l’herbe) – Regie: Claude Nuridsany und Marie Pérennou

### Bester Produzent (Meilleur producteur)
Jacques Perrin
- Humbert Balsan
- Charles Gassot
- Alain Sarde

### Bestes Drehbuch (Meilleur scénario original ou adaptation)
Cédric Klapisch, Jean-Pierre Bacri und Agnès Jaoui – Typisch Familie! (Un air de famille)
- Gabriel Aghion und Patrick Timsit – Auch Männer mögen’s heiß! (Pédale douce)
- Jacques Audiard und Alain Le Henry – Das Leben: Eine Lüge (Un héros très discret)
- Bertrand Tavernier und Jean Cosmos – Hauptmann Conan und die Wölfe des Krieges (Capitaine Conan)
- Rémi Waterhouse – Ridicule – Von der Lächerlichkeit des Scheins (Ridicule)

### Beste Filmmusik (Meilleure musique écrite pour un film)
Bruno Coulais – Mikrokosmos – Das Volk der Gräser (Microcosmos, le peuple de l’herbe)
- René-Marc Bini – Launen eines Flusses (Les caprices d’un fleuve)
- Alexandre Desplat – Das Leben: Eine Lüge (Un héros très discret)
- Antoine Duhamel – Ridicule – Von der Lächerlichkeit des Scheins (Ridicule)

### Bestes Szenenbild (Meilleurs décors)
Ivan Maussion – Ridicule – Von der Lächerlichkeit des Scheins (Ridicule)
- Guy-Claude François – Hauptmann Conan und die Wölfe des Krieges (Capitaine Conan)
- Jean-Marc Kerdelhue – Beaumarchais – Der Unverschämte (Beaumarchais l’insolent)

### Beste Kostüme (Meilleurs costumes)
Christian Gasc – Ridicule – Von der Lächerlichkeit des Scheins (Ridicule)
- Agnès Evein und Jacqueline Moreau – Hauptmann Conan und die Wölfe des Krieges (Capitaine Conan)
- Sylvie de Segonzac – Beaumarchais – Der Unverschämte (Beaumarchais l’insolent)

### Beste Kamera (Meilleure photographie)
Thierry Machado, Hugues Ryffel, Claude Nuridsany und Marie Pérennou – Mikrokosmos – Das Volk der Gräser (Microcosmos, le peuple de l’herbe)
- Thierry Arbogast – Ridicule – Von der Lächerlichkeit des Scheins (Ridicule)
- Jean-Marie Dreujou – Launen eines Flusses (Les caprices d’un fleuve)

### Bester Ton (Meilleur son)
Philippe Barbeau, Bernard Leroux und Laurent Quaglio – Mikrokosmos – Das Volk der Gräser (Microcosmos, le peuple de l’herbe)
- Paul Lainé, Dominique Hennequin und Jean Goudier – Ridicule – Von der Lächerlichkeit des Scheins (Ridicule)
- Gérard Lamps und Michel Desrois – Hauptmann Conan und die Wölfe des Krieges (Capitaine Conan)

### Bester Schnitt (Meilleur montage)
Marie-Josèphe Yoyotte und Florence Ricard – Mikrokosmos – Das Volk der Gräser (Microcosmos, le peuple de l’herbe)
- Joëlle Hache – Ridicule – Von der Lächerlichkeit des Scheins (Ridicule)
- Juliette Welfling – Das Leben: Eine Lüge (Un héros très discret)

### Bester Kurzfilm (Meilleur court métrage)
Madame Jacques sur la Croisette – Regie: Emmanuel Finkiel
- Un taxi pour Aouzou – Regie: Issa Serge Coelo
- Une visite – Regie: Philippe Harel
- Ein Sommerkleid (Une robe d’été) – Regie: François Ozon
- Gipfelgespräch (Dialogue au sommet) – Regie: Xavier Giannoli

### Bester ausländischer Film (Meilleur film étranger)
Breaking the Waves, Dänemark/Schweden/Frankreich/Niederlande/Norwegen/Island – Regie: Lars von Trier
- Fargo, USA – Regie: Ethan und Joel Coen
- Lügen und Geheimnisse (Secrets & Lies), Frankreich/Großbritannien – Regie: Mike Leigh
- Der Postmann (Il postino), Italien – Regie: Michael Radford
- Das Versprechen (La promesse), Belgien/Frankreich/Luxemburg/Tunesien – Regie: Jean-Pierre und Luc Dardenne

## Ehrenpreis (César d’honneur)
- Charles Aznavour, französischer Schauspieler, Sänger und Filmkomponist
- Andie MacDowell, US-amerikanische Schauspielerin